# Kigoma (region)
Kigoma er en  af Tanzanias 26 administrative regioner.  Regionhovedstaden er byen Kigoma. Den grænser til regionen Kagera i nord, Shinyanga og Tabora i øst og Rukwa i syd. Mod vest grænser den til Tanganyikasøen, som er Tanzanias grænse til den Demokratiske Republik Congo, og i nordvest grænser den til Burundi.
Regionen har et areal på 45.066 km², hvoraf Tanganyikasøen udgør 8.029 km². I folketællingen i 2009 havde regionen en befolkning på 1.740.111 mennesker  . Regionen består af fire distrikter: Kigoma Mjini, Kigoma Vijijini, Kibondo og Kasulu.

## Eksterne kilder og henvisninger
1. ↑   National Bureau of Statistics, Tanzania; Regional and District Projections
2. ↑   Statoids, Regions of Tanzania

5°00′S 30°00′Ø / 5.000°S 30.000°Ø